# Wandering Spirit
Wandering Spirit —en español: Espíritu Inquieto — es el tercer álbum de Mick Jagger como solista, lanzado el 8 de febrero de 1993.

## Historia
Luego del exitoso regreso de The Rolling Stones con Steel Wheels en 1989 y su posterior Steel Wheels/Urban Jungle Tour  Jagger comenzó a reunir material para lo que sería Wandering Spirit. A partir de enero de 1992, luego de contratar a Rick Rubin como coproductor, Jagger pasó siete meses grabando el álbum en Los Ángeles hasta septiembre de ese año. El álbum fue grabando simultáneamente mientras Keith Richards estaba haciendo su disco Main Offender.
En una entrevista que le realizaron a Jagger posterior al lanzamiento del disco, comentó “Estaba muy relajado con este disco. No hubo ambiente hostil. El resto de los Stones trabajó en sus trabajos solistas. Charlie Watts hizo su álbum de Charlie Parker. Keith hizo su segundo álbum en solitario y Ronnie Wood hizo un disco. Incluso Bill Wyman trabajó en su material. En el proceso de escribir mi disco hubo un par de canciones en las que dije: 'Eso va a sonar genial con los Stones' así que no las usaré".
A diferencia de los trabajos anteriores, Jagger contó con pocos famosos en la realización de Wandering Spirit. Invintó a Lenny Kravitz como vocalista en su versión de «Use Me» de Bill Withers, al bajista Flea de Red Hot Chili Peppers en tres canciones y a Billy Preston.
Siguiendo el fin del contrato de los Stones con Sony Music, Jagger firmó con Atlantic Records (sello que había trabajado con la banda en los 70s) para distribuir lo que sería su único álbum con el sello.

## Lanzamiento y Recepción
Lanzado en febrero de 1993, Wandering Spirit obtuvo éxito comercialmente, alcanzando el puesto #12 en el Reino Unido y el #11 en los Estados Unidos, en donde logró ser disco de oro.
La canción «Sweet Thing» fue el sencillo principal del álbum, aunque fue el segundo sencillo «Don't Tear Me Up», logró encabezar la Billboard's Album Rock Tracks  durante una semana. La reacción de la crítica especializada fue muy fuerte, notando el abandono de Jagger de los sintetizadores pulidos en favor de un sonido incisivo y fino de guitarra.

## Lista de canciones
Todos los temas compuestos por Mick Jagger, salvo donde se indica.

| N.º   | Título                                                      | Duración |  |
| 1.    | «Wired All Night» (Mick Jagger)                             | 4:05     |  |
| 2.    | «Sweet Thing» (Jagger)                                      | 4:19     |  |
| 3.    | «Out of Focus» (Jagger)                                     | 4:36     |  |
| 4.    | «Don't Tear Me Up» (Jagger)                                 | 4:11     |  |
| 5.    | «Put Me in the Trash» (Jagger, Jimmy Rip)                   | 3:35     |  |
| 6.    | «Use Me» (Bill Withers)                                     | 4:28     |  |
| 7.    | «Evening Gown» (Jagger)                                     | 3:33     |  |
| 8.    | «Mother of a Man» (Jagger)                                  | 4:18     |  |
| 9.    | «Think» (Lowman Pauling)                                    | 2:59     |  |
| 10.   | «Wandering Spirit» (Jagger, Rip)                            | 4:18     |  |
| 11.   | «Hang On to Me Tonight» (Jagger)                            | 4:37     |  |
| 12.   | «I've Been Lonely for So Long» (Posie Knight, Jerry Weaver) | 3:29     |  |
| 13.   | «Angel in My Heart» (Jagger)                                | 3:24     |  |
| 14.   | «Handsome Molly» (Traditional)                              | 2:06     |  |
| 53:58 |                                                             |          |  |

## Personal
- Mick Jagger: voz, guitarra, clavinet, armónica, percusión.
- David Bianco: sintetizador.
- Curt Bisquera: batería.
- Lenny Castro: percusión
- Matt Clifford: virginal, clavecín.
- Flea: bajo en «Out of Focus», «Use Me» y «I've Been Lonely for So Long».
- Lynn Davis: coros.
- Jim Keltner: batería «Evening Gown».
- Lenny Kravitz: voz en «Use Me».
- Jay Dee Maness: pedal steel guitar.
- Jean McClain: coros.
- Pamela Quinlan: coros.
- Robin McKidd: fiddle.
- Brendan O'Brien: guitarra.
- Jeff Pescetto: coros.
- John Pierce: bajo (en pistas 1, 4, 5, 7 to 11, 13, 14).
- Courtney Pine: saxofón
- Billy Preston: piano, órgano hammond, clavinet.
- Jimmy Rip: guitarra, percusión.
- Frank Simes: guitarra.
- Benmont Tench: piano, órgano hammond.
- Doug Wimbish: bajo en «Sweet Thing».
- Annie Leibovitz: fotografía.

## Listas de éxitos

### Semanales
| Año  | Lista            | Posición |
| ---- | ---------------- | -------- |
| 1993 | UK Top 75 Albums | 12       |
| 1993 | Billboard 200    | 11       |

### Sencillos
| Año  | Sencillo           | Listas                 | Posición |
| ---- | ------------------ | ---------------------- | -------- |
| 1993 | «Sweet Thing»      | UK Top 100 Singles     | 24       |
| 1993 | «Sweet Thing»      | Mainstream Rock Tracks | 34       |
| 1993 | «Sweet Thing»      | Billboard Hot 100      | 84       |
| 1993 | «Don't Tear Me Up» | UK Top 100 Singles     | 86       |
| 1993 | «Don't Tear Me Up» | Mainstream Rock Tracks | 1        |
| 1993 | «Wired All Night»  | Mainstream Rock Tracks | 3        |

## Ventas y certificaciones
| País                  | Certificación | Ventas certificadas |
| --------------------- | ------------- | ------------------- |
| Alemania (BVMI)       | Oro           | 250,000^            |
| Argentina (CAPIF)     | Platino       | 60,000^             |
| Austria (IFPI)        | Oro           | 25,000^             |
| Canadá (Music Canada) | Oro           | 50,000^             |
| España (PROMUSICAE)   | Oro           | 50,000^             |
| Estados Unidos (RIAA) | Oro           | 500,000^            |
| Francia (SNEP)        | Oro           | 242,000             |
| Países Bajos (NVPI)   | Oro           | 50,000^             |
| Nueva Zelanda (RIANZ) | Oro           | 7,500^              |

Nota: ^ Cifras de ventas basadas únicamente en la certificación